# 2010: The Year We Make Contact
2010: The Year We Make Contact, ook bekend als simpelweg 2010, is een Amerikaanse sciencefictionfilm uit 1984 onder regie van Peter Hyams. Het verhaal is gebaseerd op Arthur C. Clarkes boek: 2010: Odyssey Two (1982) en is een vervolg op de film 2001: A Space Odyssey van Stanley Kubrick. Clarke schreef het boek na het succes van de verfilming van zijn kort verhaal The Sentinel en het daaruit voortvloeiende boek 2001: A Space Odyssey.

## Verhaal
De film speelt zich af negen jaar na de mysterieuze mislukking van de Discovery-missie naar Jupiter. De toenmalige voorzitter van de Nationale Raad van Ruimtevaart dr. Heywood Floyd (Roy Scheider) wordt als zondebok gezien voor de mislukking van de Discovery-missie en heeft daarom de Raad verlaten.
Te midden van een verhoging van de militaire en politieke wrijving tussen de VS en de Sovjet-Unie, zijn beide landen bezig met het voorbereiden van nieuwe missies naar Jupiter om te achterhalen wat er fout gelopen is op de Discovery. Het Sovjet-schip voor deze missie (de Leonov) zal een jaar eerder klaar zijn dan het Amerikaanse, maar de Russen weten niet genoeg over de Amerikaanse HAL 9000's-computersystemen. De Amerikaanse regering is eerst onwillig over het idee om Amerikaanse wetenschappers op deze Sovjet-geleide missie te laten vertrekken wegens de huidige politieke problemen, maar ze hebben weinig keuze als uit recente gegevens blijkt dat de Discovery in Jupiter dreigt te crashen binnen twee en een half jaar wegens de steeds onregelmatigere baan die hij maakt.
Floyd werft drie Amerikanen aan voor hun deel in de missie: De eerste twee zijn dr. Walter Curnow (John Lithgow), een ingenieur en de oorspronkelijke ontwerper van de Discovery, en dr. Chandra (Bob Balaban), ontwerper van de  computer HAL 9000. De derde is Floyd zelf; Floyd voelt zich gedwongen te gaan wegens het verlies van de mannen die hij op de Discovery-missie stuurde. Hun missie is drieledig: het vinden van de oorzaak van de mislukking van de Discovery-missie, te onderzoeken waarom de monoliet (zie 2001: A Space Odyssey) in de baan rond Jupiter zweeft, en het vinden van een antwoord op de verdwijning van Bowman. Ze veronderstellen dat veel van deze informatie zich op de Discovery bevindt.
Floyd ontwaakt tijdens de missie uit de cryoslaap waarin hij zich bevond, de Russische crew vertelt hem dat de Amerikaanse regering hier opdracht toe had gegeven. De bemanning toont hem vervolgens de nieuwe informatie over een van Jupiters manen, Europa. Er is koolstof, waterstof en zelfs chlorofyl gedetecteerd. Floyd kan zijn eigen ogen amper geloven.
De Leonov-bemanning stuurt daaropvolgend een onbemande sonde naar de oppervlakte van de ijzige maan; de sonde bevestigt de informatie. De sonde vangt dan een glimp op van iets wat zich onder het ijs blijkt te bevinden,maar voordat het kan worden gefotografeerd, wordt de sonde op onverklaarbare wijze vernietigd in een lichtuitbarsting. Terwijl de Russen speculeren dat het slechts elektrostatische ontlading was, is Floyd ervan overtuigd dat het iets meer was: een waarschuwing van iets of iemand om weg te blijven van Europa.
Hierna vinden ze de Discovery terug: het schip is verlaten, maar hangt onbeschadigd in een vervallen baan rond Jupiters maan Io.
Chandra start vervolgens de HAL 9000 opnieuw op, om te bepalen of hij geen informatie heeft over de incidenten van 2001. Later ontdekken ze dat HAL uitgeschakeld was voordat de monoliet werd gevonden. Ze ontdekken de enorme zwarte monoliet in het lagrangepunt tussen Jupiter en Io. Commandant Kirbuk (Helen Mirren) stuurt kosmonaut Maxim "Max" Brailovsky (Elya Baskin), de ruimte in om een kijkje te gaan nemen. Maar als Max de monoliet benadert, barst er een energie-uitbarsting uit en vernietigt de sonde met Max nog aan boord.
Hierna volgt een opeenvolging van scènes de verkenningen van David Bowman, die is omgevormd tot een onlichamelijk entiteit. De avatar van Bowman reist naar de Aarde, waar hij contact maakt met belangrijke personen uit zijn menselijke verleden: hij borstelt zijn ijlende moeders haar en hij verschijnt op het televisiescherm van zijn weduwe en heeft een gesprek met haar.
Na het opnieuw activeren van de HAL-9000, toont Chandra aan Floyd waarom HAL niet meer goed functioneert: De Discovery-missie naar Jupiter was al in gevorderde stadia gepland wanneer de eerste monoliet werd gevonden op de maan. Zonder Floyds weten, had de Nationale Veiligheidsraad besloten dat Bowman en Poole niet geïnformeerd zouden worden over het echte doel achter de Jupiter-missie (de drie gedode wetenschappers werden afzonderlijk opgeleid). Omdat HAL de Discovery kon doen draaien zonder menselijke hulp, had de Veiligheidsraad besloten de werkelijke doelstelling van de missie te vertellen en bevalen ze HAL om niet alle informatie aan beide Bowman of Poole door te geven. Het bevel te zwijgen over de werkelijke missie was in direct conflict met HAL's basisontwerp: accurate verwerking van informatie zonder verduistering of vervalsingen. Het conflict veroorzaakte dat HAL in naar wezen, paranoïde geworden. Chandra beschuldigt Floyd voor de storing van HAL, maar Floyd is vol walging van wat de Veiligheidsraad heeft gedaan en ontkent krachtig enige kennis te hebben van hun geheime richtlijn.
Ondertussen escaleren de politieke spanningen tussen de VS en de Sovjet-Unie in wat wordt omschreven als een "technische staat van oorlog". Bijgevolg moeten Floyd, Curnow en Chandra de Leonov verlaten, omdat het Sovjet-grondgebied is, en moeten ze zich naar de Discovery, die nog steeds eigendom van de VS is verplaatsen.
Op de Discovery lijkt een verschijning van Bowman Floyd te waarschuwen dat ze moeten vertrekken uit de buurt van Jupiter binnen twee dagen. Als Floyd vraagt wat er gaat gebeuren, antwoord Bowman gewoon: “Something wonderful”. Floyd heeft moeite om commandant Kirbuk te overtuigen tot de grote zwarte monoliet plotseling verdwijnt. Een zwarte vlek verschijnt daarna op het oppervlak van Jupiter en ze begint te groeien. Uit HAL's telescoopwaarnemingen blijkt dat de grote zwarte vlek in feite een grote populatie van zwarte monolieten is.
Geen van beide schepen is alleen in staat om de Aarde alleen te bereiken, zodat zowel de bemanning van de Discovery als van de Leonov samen moeten werken, ze zullen de Discovery als booster moeten gebruiken. Maar Chandra is bezorgd dat HAL dezelfde neuroses zou kunnen ontwikkelen als op de Discovery-missie, omdat de Discovery hierbij verloren zal gaan. Uiteindelijk tijdens het aftellen vertelt Chandra HAL de hele waarheid over wat er aan de hand is, HAL begrijpt dat hij zich moet opofferen voor het welzijn van de missie.
De Leonov maakt een haastige terugtrekking uit Jupiters baan, maar is net op tijd om getuige te zijn van de zwerm monolieten die Jupiter volledig opslokken. De monolieten verhogen uiteindelijk Jupiters dichtheid tot aan het punt dat de planeet de hoge temperaturen en drukken die nodig zijn voor kernfusie bereikt, Jupiter verandert in een kleine ster en de Discovery wordt vernietigd.
Als de Leonov Jupiters baan verlaat, wordt HAL door Bowman bevolen herhaaldelijk dit bericht naar Aarde uit te zenden:
„AL DEZE WERELDEN
ZIJN VAN JULLIE UITGEZONDERD
EUROPA
PROBEER HIER NIET TE LANDEN
GEBRUIK ZE TEZAMEN
GEBRUIK ZE IN VREDE”
De film eindigt met beelden van beroemde bezienswaardigheden op Aarde (de Tower Bridge, het Lincoln Memorial, de Eiffeltoren, Moskou, het Kremlin, de Grote Piramiden van Gizeh) met twee zonnen aan de hemel, en Floyd, die met een brief aan zijn zoon Christopher, verklaart dat deze wonderbaarlijke gebeurtenis zowel de VS als de Sovjet-leiders inspireerde een einde te maken aan de impasse.
Op Europa verandert de maan stilaan van een ijswoestijn in een vochtige jungle. Als de camera door de jungle glijdt, zien we een lagune... en een staande monoliet…

## Rolverdeling
| Acteur           | Personage            |
| ---------------- | -------------------- |
| Roy Scheider     | dr. Heywood Floyd    |
| John Lithgow     | dr. Walter Curnow    |
| Helen Mirren     | Tanya Kirbuk         |
| Bob Balaban      | dr. R. Chandra       |
| Keir Dullea      | Dave Bowman          |
| Douglas Rain     | HAL 9000 (stem)      |
| Madolyn Smith    | Carolin Floyd        |
| Saveliy Kramarov | dr. Vladimir Rudenko |
| Taliesin Jaffe   | Christopher Floyd    |
| Candice Bergen   | SAL 9000 (stem)      |

In de scène voor het Witte Huis kan men schrijver Arthur C. Clarke eenden zien voederen.

## Achtergrond

### Ontwikkeling
Toen Clarke zijn roman 2010: Odyssey Two in 1982 publiceerde, belde hij Stanley Kubrick op met de sarcastische mededeling dat het zijn taak zou zijn te voorkomen dat iemand ooit zou proberen het boek te verfilmen. Metro-Goldwyn-Mayer (MGM) slaagde er toch in een contract af te sluiten voor het verfilmen van het boek, maar Kubrick wilde de film niet regisseren. Peter Hyams meldde zich daarom aan als regisseur. Hij vroeg hiervoor Clarke persoonlijk om zijn zegen.

### Effecten
De speciale effecten voor 2010 werden gefilmd met een 65mm-film, tegen een 35mm-film voor de overige scènes. Dit verschil in breedte is duidelijk te zien bij breedbeeld-vertoningen van de film. De effecten werden geproduceerd door de Entertainment Effects Group (EEG), opgericht door Douglas Trumbull. Trumbull werkte zelf niet mee aan de film. In plaats daarvan had Richard Edlund de regie over de effecten.
Al kort na aanvang van de productie bleek dat het schaalmodel van de Discovery One uit de originele film was vernietigd, evenals de blauwdrukken. Stanley Kubrick had alle kostuums en decors van de set van 2001: A Space Odyssey laten vernietigen om hergebruik te vermijden. Daarom moest het model voor de Discovery opnieuw gebouwd worden aan de hand van overgebleven beeldmateriaal.
Computeranimatie stond nog in de kinderschoenen in 1984, maar werd onder andere gebruikt voor het maken van de bewolkte atmosfeer van Jupiter en de zwerm van monolieten. Om tot realistischere ruimtescènes te komen, werd besloten om geen chromakey te gebruiken maar een techniek genaamd front-light/back-light filming. Zo moest onder andere rekening worden gehouden met het feit dat in de ruimte al het licht van een enkele lichtbron komt; de zon.

### Muziek
Oorspronkelijk werd Tony Banks benaderd om de muziek voor de film te componeren, maar zijn werk werd door de producers afgekeurd. Hierop werd David Shire benaderd om de filmmuziek te componeren. Hij maakte deze samen met Craig Huxley. De muziek werd uitgebracht door A&M Records.
De filmmuziek werd voornamelijk opgenomen met synthesizers. Slechts twee van de nummers zijn opgenomen met behulp van een orkest.

### Verschillen met het boek
- De zin: My God, it's full of stars (vert. ‘Het ding is hol... er komt geen eind aan... en o! mijn God!... het is vol sterren!’[5]) is niet gebruikt in de eerste film, maar wel in het boek.
- De film toont niet de landing van het Chinese ruimteschip Tsien.
- Bijna alle romantiek en fysieke relaties tussen de ruimtevaarders is afwezig in de film.
- De film voegt een paar extra verhaallijnen toe die niet in het boek voorkomen.
- Verschillende personages hebben een aangepast karakter of rol ten opzichte van het boek.

### Uitgave en ontvangst
De uitgave van de film werd onder andere ondersteund door een stripversie van het verhaal, uitgebracht door Marvel Comics.
De film werd met gemengde tot positieve reacties ontvangen door critici. Op Rotten Tomatoes krijgt de film van 64% van de recensenten een positieve beoordeling. Roger Ebert gaf de film 3 uit 4 sterren, evenals
James Berardinelli.

## Prijzen en nominaties
2010 werd genomineerd voor vijf Academy Awards:
- Best Art Direction
- Best Makeup (Michael Westmore)
- Best Visual Effects
- Best Costume Design (Patricia Norris)
- Best Sound

De film won geen van deze prijzen, maar wel een Hugo Award in de categorie Best Dramatic Presentation.